# Jackass: The Game
Jackass: The Game é um jogo eletrônico baseado na série Jackass, da MTV. Foi desenvolvido sob licença pela Sidhe Interactive, em Wellington, Nova Zelândia, para PlayStation 2 e PSP. A versão para Nintendo DS do jogo foi desenvolvida pela Sensory Sweep Studios em Salt Lake City, Utah. Todos do elenco Jackass (exceto Bam Margera, que não participou do jogo por possuir contrato de exclusividade com a Activision, a qual lançou Tony Hawk's Proving Ground na mesma época) deram suas vozes aos personagens para suprir suas semelhanças para o jogo.

## O Jogo
O jogo contém quarenta minigames, alguns idealizados por Jason "Wee Man" Acuña. A versão do Nintendo DS tem um ambiente aberto com que os jogadores se interagem para fazerem acrobacias.

### Modos
- MTV Story Mode: O modo de jogo principal. Neste modo se encontram os minigames, que você deverá completar para desbloquear outros.
- Episodes: Os minigames são coletados nesta opção. Os Episódios no jogo são semelhantes ao formato de estrutura da série de TV, a coleta de uma série de acrobacias que pode ou não estar relacionados por um tema geral.

## Recepção
No site Metacritic, as versões no PS2 e PSP tiveram score de 58 em 100, enquanto a versão do DS ganhou 35 em 100.
Jackass: The Game para o PSP foi premiado como "Jogo do Mês" na IGN em setembro de 2007.
A versão do PSP também ganhou o prêmio na categoria User Generated Content no TUANZ Business Internet 2007 Awards em novembro de 2007 pela força de sua captura de vídeo, edição e compartilhamento de ferramentas.